# Jean Foussat
Pour les articles homonymes, voir Foussat.
Pas d'image ? Cliquez ici

a Compétitions nationales et continentales officielles uniquement.

b Matchs officiels uniquement.
Jean Foussat, né le 14 décembre 1931 à Brive-la-Gaillarde (Corrèze) et mort le 3 mars 2015 dans la même ville, est un joueur de rugby à XV et un joueur international français de rugby à XIII évoluant aux postes de centre ou d'ailier.

## Biographie
Dans le civil, il travaille comme électricien.

## Palmarès
- Collectif :
  - Vainqueur du Championnat de France : 1959 (Villeneuve-sur-Lot).